# دن هوت
دن هوت (به هلندی: Den Hout) یک منطقهٔ مسکونی در هلند است که در اوسترهاوت واقع شده‌است. دن هوت ۱٫۲۶۰ نفر جمعیت دارد.